# Las Piedras (Porto Rico)
Las Piedras è una città di Porto Rico situata nell'entroterra orientale dell'isola. L'area comunale confina a nord con Canóvanas e Río Grande, a est con Nagüabo e Humacao, a sud con Yabucoa e San Lorenzo e a ovest con Juncos. Il comune, che fu fondato nel 1773, oggi conta una popolazione di oltre 10 000 abitanti ed è suddiviso in 8 circoscrizioni (barrios).